# نادي هبهب
نادي هبهب الرياضي هو فريق كرة قدم عراقي مقره في ديالى، يلعب في الدوري العراقي الدرجة الثالثة.

## روابط خارجية
- نادي هبهب على Goalzz.com
- أندية العراق - تواريخ التأسيس